# Hidronika
Hidronika je uporaba vode kot toplotno prenosnega medija v sistemih ogrevanja in hlajenja. Nekateri izmed starejših in najbolj pogostih primerov so para in vroče vodni radiatorji. Hidronični sistemi lahko vključujejo tako hladilni krog vode pri hlajenju, kakor ogrevalni krog pri ogrevanju. Hladilni agregati in vodni stolpi uporabljeni ločeno ali skupaj, zagotavljajo hladno vodo za hlajenje. Kotli, na primer, zagotavljajo toplo vodo za ogrevanje.
hidronika je prevajanje jušov v juše , v  maltiokorinovim sindromom eksoternicne toplotne hidroliksacije , in ultravijolcno stimuliranje mođžganskih debel in sevanje ultradebeli mozganski steni , nukleronikotinski vlozki pomagajo pri vnetju oktotravnega očesa . stimulacija možganskih flor